# Suzanne Balguerie
Suzanne Berchut, coneguda com a Suzanne Balguerie (Le Havre, França, 29 de juny de 1888 - Saint-Martin-d'Hères, França, 17 de febrer de 1973) fou una cantant francesa. Admirada per Fauré, Dukas, Poulenc, Messiaen, va ser una de les grans sopranos del període d'entreguerres.

## Biografia
Suzanne Balguerie va estudiar cant al Conservatori de París. Primer es va donar a conèixer a través de concerts, que li van permetre interpretar la música moderna que li interessava especialment a l'època.

## Ariane
El 1921, a l'Opéra-Comique de París, per a la seva primera aparició escènica, Balguerie va interpretar Ariane, de l'obra Ariane et Barbe-Bleue de Paul Dukas. La crítica va ser unànime en aplaudir-la. Gabriel Fauré va dir: «no crec que hi hagi un paper més significatiu en el teatre, tant pel que fa a les seves proporcions com al conjunt de qualitats que requereix. Madame Balguerie va sortir triomfal del calvari. […] Ella posseeix, alhora que una bella veu càlida, ben timbrada i estesa, una seguretat vocal i, com a rara qualitat, una articulació verbal molt notable. […] Va interpretar aquest paper d'Ariane, els matisos del qual són infinits, amb una precisió i senzillesa realment notables.» «Avui», va escriure André Tubeuf, «la seva Ariane és la d'una cantant prodigiosa que domina l'equació impossible de fer sentir les paraules […] de la manera més intel·ligible, fins i tot de manera lluminosa quan la tessitura s'escalfa i també s'il·lumina». I Jean-Charles Hoffele va dir: «no hem d'oblidar que l'Ariane absoluta va ser Suzanne Balguerie, formada a l'escola gluckista per a la qual la paraula ho és tot».
Balguerie va fer des de llavors la seva carrera a l'Opéra-Comique. Hi va interpretar Donna Anna, la comtessa de Les noces de Fígaro, Tosca (1924) i Pelléas et Mélisande (1929). Però el repertori al qual aspirava es trobava en un altre lloc. El 1923, va succeir a Breval a Pénélope de Fauré. Va repetir el paper el 1931: «Madame Balguerie eleva el seu personatge fins al simbolisme. És art en tot allò que pot tenir de definitiu». I el 1943, «pel que fa al paper de Penèlope, Madame Balguerie va ser simplement sublim», va escriure Francis Poulenc.

## Isolde
El 1925, el director de l'Opéra-Comique, Albert Carré, va posar en escena Tristan i Isolda de Richard Wagner per a Balguerie. Com havia passat abans amb el paper d'Ariane, la seva Isolda va ser un triomf: «Madame Balguerie, felina, apassionada, màgica, completament posseïda per l'encant i la música, amb una veu prodigiosa, és la mateixa Isolda wagneriana.» «Una esplendor vocal es posa al servei d'una agudesa de declamació, d'un do d'emoció i d'una intel·ligència del paper realment prodigiosa.» Balguerie va arribar a cantar el paper d'Isolda 275 vegades.

## Estrenes
El 21 març de 1919, a la llibreria d'Adrienne Monnier, rue de l'Odéon, va cantar un avançament de Sòcrates d'Erik Satie, acompanyada al piano pel compositor, davant d'un públic que incloia André Gide, Paul Claudel, André Derain, Georges Braque, Pablo Picasso, Jean Cocteau, Francis Jammes i els compositors que formaven el Grup dels Sis. «La bella veu de Suzanne Balguerie, la discreció de la música de Satie, s'esvaïen davant el text, però hi afegien el poder de la seva màgia encantadora», va escriure Claude Mauriac.
El 1936, Balguerie va estrenar dos dels Poèmes pour Mi d'Olivier Messiaen. «Ho va fer amb una potència vocal extraordinària i una intensitat dramàtica», va escriure el compositor, que la va acompanyar al piano. El mateix any, Adrien Rougier li va dedicar dues de les seves Tres melodies sobre poemes d'Albert Samain, per a soprano i piano.
A l'Opéra-Comique, Balguerie va estrenar obres que avui dia es representen poques vegades. El 1922, Polyphème de Jean Cras i Quand la cloche sonnnera de Bachelet. El 1923, La Brebis égarée, primera òpera de Darius Milhaud, sobre un llibret de Francis Jammes. El 1924, L'Appel de la mer d'Henri Rabaud. El 1927, Balguerie va estrenar al Théâtre des Champs-Élysées Les Burggraves de Léo Sachs, que després va representar a l'Òpera Garnier.
A l'Òpera Garnier, el 1923, va cantar el paper de Brunehilde, al costat de Germaine Lubin. El 1932 hi va estrenar Oriante de l'obra Un jardin sur l'Oronte d'Alfred Bachelet i, el 1934, La Princesse loine de Georges Martin Witkowski, sobre llibret d'Edmond Rostand. També hi va actuar com a Marguerite en una sèrie de representacions de Faust. El 1944, a Bordeus, va estrenar a França Die ägyptische Helena de Richard Strauss.

## Concerts
L'activitat concertística de Suzanne Balguerie va anar molt més enllà de la seva activitat lírica. Va actuar innombrables vegades amb les més grans orquestres franceses, també a Suïssa, amb molta regularitat, amb el director Ernest Ansermet. Li agradava cantar en recitals els grans cicles, com ara els de cançons de Fauré, i també les melodies clàssiques i contemporànies. Va fer tot un seguit de concerts amb Francis Poulenc i Pierre Bernac.
L'elecció d'aquest repertori era l'expressió de la seva modernitat. Va viure els inevitables escàndols provocats per les obres d'avantguarda. Com el de La Brebis égarée de Darius Milhaud el 1923: «la policia va intervenir, aturant l'actuació. Wolff va insultar al públic», va escriure el compositor al seu amic Francis Poulenc. Balguerie va cantar també quatre melodies gairebé incantables d'Obouhov, acompanyades per «la creu sonora», un instrument electromagnètic inventat pel compositor. «Els oients no estaven preparats per al sobtat criik inicial, ni per als murmuris» ni per als salts de la cantant.
Suzanne Balguerie va ser una de les últimes representants del «cant francès». «L'ària d'Alceste Non ce n'est pas un sacrificie s'hauria d'estudiar a les escoles (i no només les de cant, les de tragèdia també, i fins i tot simplement en les de francès) com a model de recitatiu sensible, amb una coloració casta i subtil de les paraules, amb emoció raciniana», va escriure André Tubeuf.
Balgueri va cantar al Palau de la Música Catalana de Barcelona el maig de 1928, amb motiu del 25è aniversari de la fundació de l'Associació Amical Francesa de Barcelona. El concert va comptar a més amb el pianista Robert Casadesus i amb la Banda Municipal de Barcelona, dirigida per Joan Lamote de Grignon. Va tornar-hi el març de 1931, acompanyada al piano per Alexandre Vilalta, en una sessió de l'Associació de Música da Càmera.
Sota l'ocupació alemanya, durant la Segona Guerra Mundial, els compromisos es van fer rars; es va trobar en la misèria quan es va jubilar el 1950; la misèria augmentada per la gana d'una secta i d'«amics» sense escrúpols. L'any 1953, va ser nomenada professora del conservatori de Grenoble i del de Ginebra.

## La personalitat
La cantant Madeleine Gray va escriure d'ella: «…hi ha especialment una cantant que m'encantava, […] Suzanne Balguerie. No es pot oblidar com cantava Ariane, de Dukas, Ô mes clairs diamants. No estava de cap manera gelosa. Volia que jo la substituís quan ella no estigués disponible. Era una artista de primer nivell. […] Vaig quedar-ne absolutament enlluernada. Ella ho tenia tot. Primer de tot, era una gran, una immensa artista. Però era de les que tenen un violí d'Ingres. Era pintora. Els seus quadres, segons sembla, eren molt bonics. Per tant, no era d'aquelles cantants que es van llançar al seu cant amb l'ambició de ser la més gran. Segurament per això no va tenir una carrera internacional. És una llàstima.»
Francis Poulenc parlava també d'«aquesta artista que, dotada indistintament per cantar, pintar o escriure, va desaparèixer de cop de la vida musical per a la nostra més gran tristesa».
L'art de Balguerie va ser sobretot l'expressió d'un plantejament, el més complet, el més intel·ligent, viscut: a través de l'art, la literatura, la reflexió mística, l'amor. Amb generositat i sense compromís, buscava la veritat.

## Discografia
Suzanne Balguerie va gravar per a la firma Polydor àries de Iphigénie en Tauride, Alceste, Tannhäuser, El vaixell fantasma, Aida, Sigurd, Faust i Fidelio. Per a Columbia, va enregistrar fragments d'Alceste i Ariane et Barbe Bleue, així com Le Poème de la maison, cantata de Georges-Martin Witkowski. En CD, es pot escoltar en els aires d'Ariane, Alceste i Iphigénie en Tauride al box set Les introuvables du chant français (EMI 585828-2). Ella és qui interpreta la melodia joia d'un disc dedicat a Tintín i la música, segons un arxiu de la revista Diapason (n° 457) (Musisoft TINCD1/CC854). Aquests enregistraments s'han penjat a YouTube, on s'il·lustren amb dibuixos fets per la cantant.